# Chester A. Arthur
Chester Alan Arthur (Fairfield, Vermont; 5 de octubre de 1829-Nueva York, 18 de noviembre de 1886) fue un abogado y político estadounidense que se desempeñó como el vigesimoprimer presidente de los Estados Unidos desde 1881 hasta 1885 tras el asesinato de James A. Garfield, de quien había sido vicepresidente. Miembro del Partido Republicano.
Antes de entrar en la política activa, Arthur era miembro de la facción Stalwart del Partido Republicano, y protegido político de Roscoe Conkling, habiendo llegado a ser recaudador de aduanas del puerto de Nueva York. Fue nombrado por el presidente Ulysses S. Grant, pero fue destituido por el siguiente presidente, Rutherford B. Hayes, en un intento de reformar el sistema de clientelismo político en Nueva York.
Para disgusto de los Stalwarts, el que una vez fuera recaudador del Puerto de Nueva York pasó, como presidente, a ser un acérrimo defensor de la reforma del funcionariado. Evitó a sus anteriores compañeros de clientelismo político y llegó a apartarse totalmente de su antiguo protector Conkling. La presión pública, en aumento después del asesinato de Garfield, precipitó la celebración de un congreso para elegir presidente. El primer éxito de Arthur fue la aprobación de la Ley Pendleton sobre la reforma del funcionariado. A raíz de la aprobación de esta norma se le otorgó a Arthur el apodo de "The Father of Civil Service" ("Padre del Funcionariado") e hizo que obtuviera una reputación favorable entre los historiadores.
El editor y periodista Alexander K. McClure escribió: "Nadie ha accedido a la presidencia rodeado de tan profunda y general desconfianza, y nadie se ha retirado... más ampliamente respetado". El escritor Mark Twain, profundamente cínico con los políticos, reconoció que "realmente sería difícil mejorar la administración del Presidente Arthur".

## Niñez y educación
Chester Alan Arthur era hijo del predicador William Arthur, nacido en Irlanda, y de Malvina Stone Arthur, nacida en Vermont. Las referencias oficiales a su nacimiento coinciden en situarlo en Fairfield, Condado de Franklin el 5 de octubre de 1829. No obstante, el mismo Arthur reivindicó alguna vez haber nacido en 1830. Su padre había emigrado inicialmente a Dunham, Quebec, Canadá, donde en compañía de su mujer regentó una granja a 129 km de la frontera con los Estados Unidos. Ha habido permanentes especulaciones sobre el hecho de que el futuro presidente hubiera nacido en Canadá y que la familia se hubiese trasladado posteriormente a Fairfield. Dada la carencia de documentación oficial y la aparente confusión sobre el año de nacimiento de Arthur, los historiadores han sido incapaces de rechazar definitivamente esta hipótesis. No obstante, aun en el supuesto de que fuera cierta, Arthur era ciudadano estadounidense en virtud de la ciudadanía de sus padres, y esto lo hacía constitucionalmente elegible para ser vicepresidente o presidente. Algunos de sus oponentes circularon el rumor de su nacimiento en Canadá durante la elección de 1880, pero no pudieron probarlo, y no ha aparecido ninguna prueba nueva desde entonces.
Arthur pasó algunos años de su infancia en Perry, Nueva York. Uno de los amigos de la infancia de Arthur recordaba cómo sus capacidades políticas quedaron patentes a bien corta edad:

Cuando Chester era niño se le podía ver a la calle después de un chaparrón, observando cómo los otros niños trabajaban para construir una pequeña presa en el riachuelo del camino. Bien pronto, se le veía ordenando a unos traer piedras, a otros palos, a otros hierba o barro para acabar la presa; y todos le obedecían sin rechistar. Pero él se las apañaba para hacerlo todo sin mancharse las manos.
New York Evening Post, 2 de abril de 1900

La presidencia de Chester Arthur fue predicha por James Russel Webster, un ciudadano de Perry. Se puede consultar una detallada descripción en un esbozo autobiográfico del propio Webster Un fragmento del texto de Webster dice;
«[J.R. Webster] asistió a la iglesia baptista de Perry, cuyo pastor era el "Viejo Arthur", padre de Chester A. Arthur. Este último era entonces un niño, y el Sr. Webster, una vez que acudió a su casa, le puso la mano sobre la cabeza y dijo, "este niño quizás será Presidente de los Estados Unidos". Años después, en una visita a la Casa Blanca, relató este incidente al Presidente Arthur, el cual le dijo que recordaba perfectamente el incidente a pesar de que había olvidado el nombre del hombre que había predicho su futuro hacía tiempo; después, alzándose, dijo: "tendría que poner su mano sobre mi cabeza otra vez».
Arthur estudió en colegios públicos y después estudió en el Union College, en Schenectady, Nueva York. Aquí pasó a ser miembro de Psi Upsilon, la quinta hermandad universitaria más antigua de los Estados Unidos, y se graduó en 1848. Mientras vivía en Hoosick Falls, volvió a inscribirse en el Union College, y obtuvo el grado de máster en 1851.

## Inicio de su carrera
En 1849 pasó a ser director de una academia en Pownal, Vermont. Estudió Derecho, y fue admitido en el colegio de abogados en 1854. Empezó a practicar la abogacía en Nueva York. Fue uno de los abogados que defendieron con éxito a Elizabeth Jennings Graham, juzgada después de haberle sido negado un asiento en un tranvía de caballos, debido a su raza. También participó activamente en la reorganización de la milicia del estado.
Durante la Guerra Civil de los Estados Unidos sirvió como cabeza de logística del estado durante el año 1861, y su tarea fue muy alabada. Después fue nombrado inspector general e intendente general de logística, con el grado de Brigadier General, lugar que ocupó hasta el año 1862. Después de la guerra retomó la profesión de abogado en Nueva York. Con la ayuda de su mentor y jefe político Roscoe Conkling, fue nombrado por el presidente Ulysses Grant recaudador del Puerto de Nueva York desde 1871 a 1878.
Arthur se alineó con la facción Stalwart del Partido Republicano, que defendía férreamente el sistema de adjudicación de cargos públicos a los miembros del partido en el gobierno (spoil system), incluso ante el vehemente ataque de los reformistas. Insistió en la honestidad de la administración de la Aduana del Puerto de Nueva York, a pesar de que en realidad contó con una plantilla sobredimensionada y con un sistema de contratación de personal que valoraba más la militancia o lealtad al Partido Republicano que la capacidad para desempeñar el trabajo.

## La elección de 1880 y la vicepresidencia
En 1878, el sucesor de Grant, Rutherford Hayes, intentó reformar la Aduana. El desbancado Arthur reemprendió la práctica de la abogacía en Nueva York. Conkling y sus seguidores lucharon por una tercera nominación de Grant en la Convención Nacional Republicana de 1880, pero sin éxito. Grant y James G. Blaine se estancaron en 36 votos, y entonces la convención eligió inesperadamente a James A. Garfield, un veterano congresista y general en la Guerra Civil.
Sabiendo que la elección estaba decidida, la gente de Garfield empezó a buscar entre los seguidores de la facción Stalwart un candidato para la vicepresidencia. Levi P. Morton, aconsejado por Conkling, rehusó, pero Arthur aceptó, diciendo a su enfadado líder: "Es un honor que jamás hubiera soñado lograr. ¡Tengo que aceptar!". Conkling y sus seguidores Stalwart no tuvieron más remedio que aceptar la nominación de Arthur como vicepresidente. Arthur trabajó duramente en su campaña de la elección y en la de Garfield, en una feroz competencia que hizo que obtuvieran menos de diez mil votos a nivel nacional.
Después de la elección, Conkling empezó a hacer demandas a Garfield, y el vicepresidente dio apoyo a su antiguo jefe y no al presidente. Según la reciente biografía de Garfield, debida a Ira Rutkow, el nuevo presidente odiaba al vicepresidente y no le dejaba entrar en su casa.
Entonces, el 2 de julio de 1881, el presidente Garfield recibió un disparo en la espalda por parte de Charles J. Guiteau, que exclamó: "Soy un Stalwart de los Stalwarts... ¡¡Arthur es ahora el presidente!!" A la conmoción que Arthur padeció con el asesinato se le añadió la aflicción que le causó la declaración de Guiteau en el momento de ejecutar aquel crimen político. (Madmen and Geniuses, Barzman, 1974)

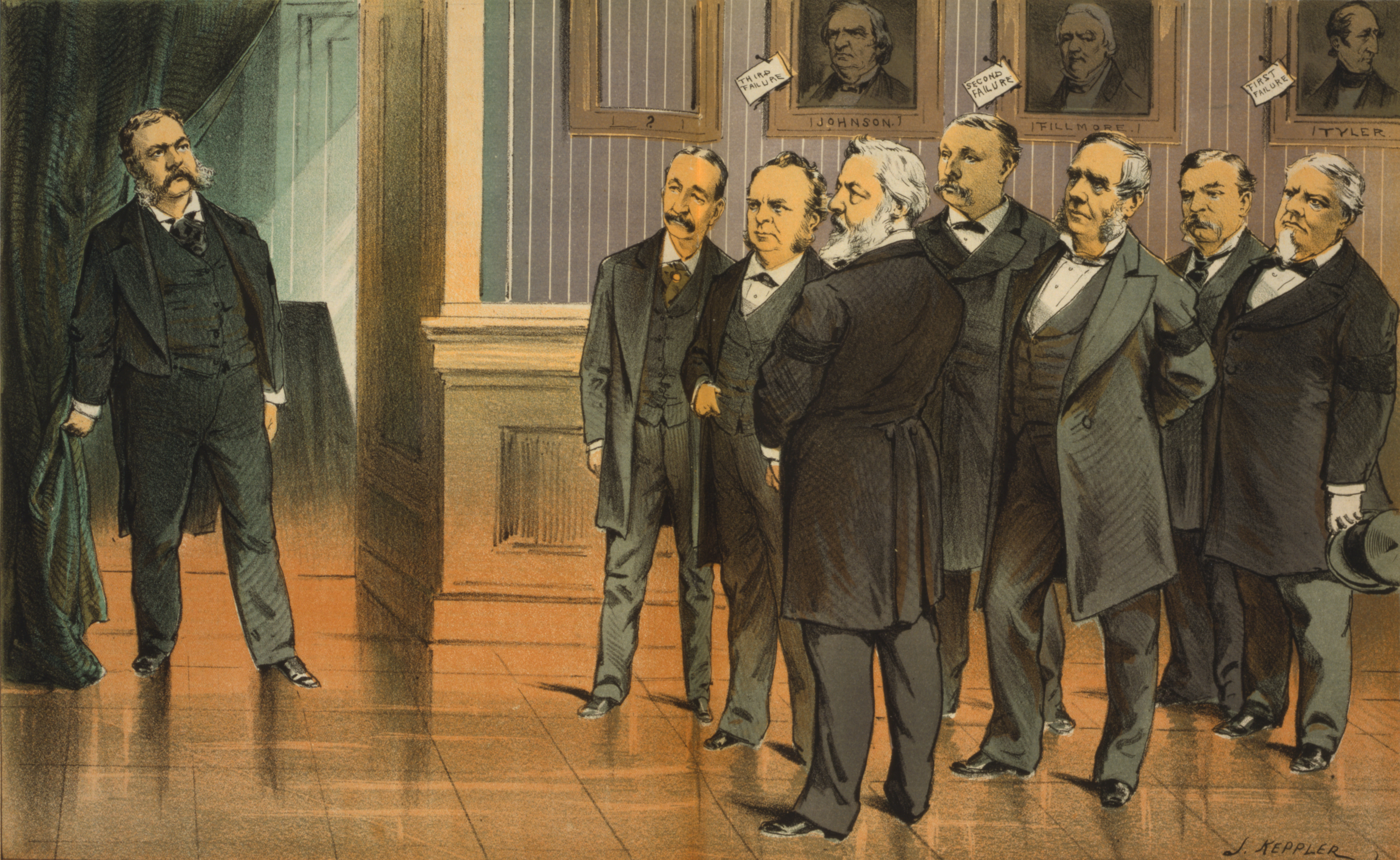
Al umbral del despacho, ¿qué podemos esperar de él?
Caricatura publicada en 1881 en la revista Puck, el Vicepresidente Arthur delante del consejo presidencial de Garfield (de izquierda a derecha, Wayne MacVeagh, William Windom, James G. Blaine, Thomas L. James, Samuel J. Kirkwood, Robert Todd Lincoln, William H. Hunt) después de que el presidente James A. Garfield fuera herido de muerte por el asesino Charles J. Guiteau. En el muro cuelgan tres retratos de (izquierda a derecha) Andrew Johnson, Millard Fillmore y John Tyler, otros tres vicepresidentes que accedieron a la presidencia sucediendo a su presidente. Hay un cuarto marco junto al retrato de Johnson, pero sin retrato, solo con un interrogante debajo que indica que el próximo será Arthur.

## Presidencia (1881-1885)

### Toma de poder

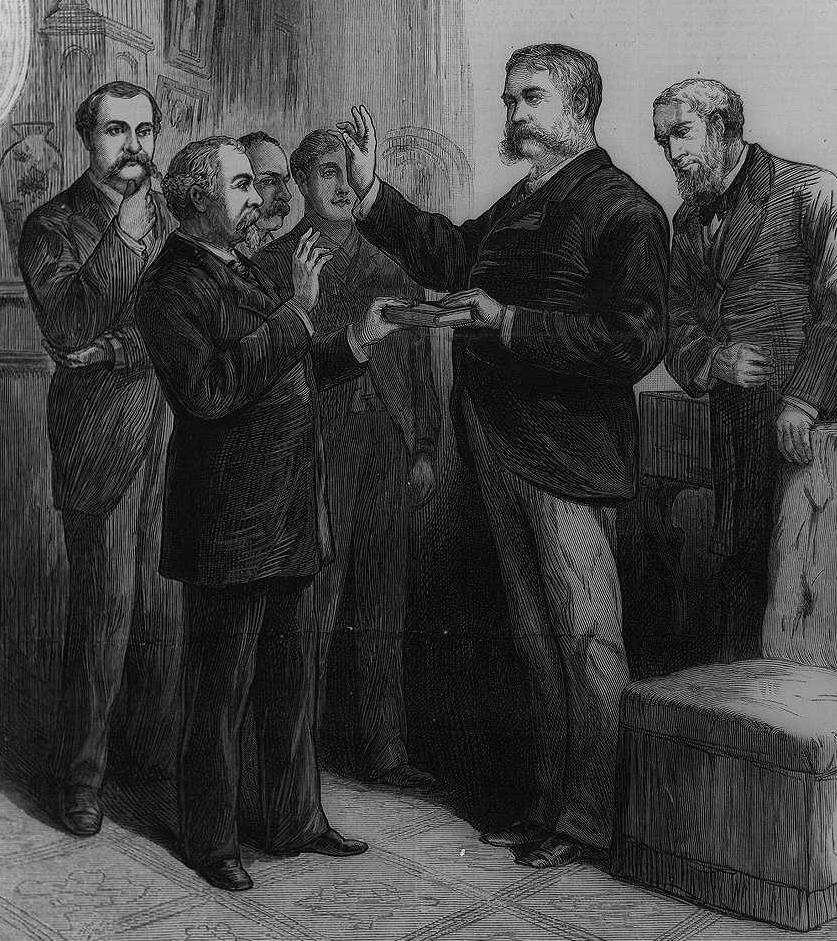
Arthur jurando el cargo de presidente de los Estados Unidos delante del juez John R. Brady en su casa de Nueva York, después de la muerte del presidente Garfield, ocurrida el 20 de septiembre de 1881.

El presidente Arthur juró dos veces el cargo de presidente de Estados Unidos. La primera ocasión fue poco después de las cero horas de la madrugada del 20 de septiembre en su casa de la avenida Lexington de Nueva York, delante del juez John R. Brady; la segunda dos días después, al volver a Washington.

### Política
Arthur era consciente de las facciones y rivalidades existentes en el seno del Partido Republicano, así como de los enfrentamientos entre los defensores del clientelismo y de los defensores de un sistema de funcionariado. Al incorporarse a la presidencia, creyó que la única manera de lograr el reconocimiento de la nación era mantenerse independiente frente a ambos sectores. De este modo, Arthur determinó aplicar sus propias recetas en la Casa Blanca. Empezó por relevar del cargo a todos los miembros del gabinete de Garfield, con la única excepción del Secretario de Guerra Robert Todd Lincoln.
Siguió la moda, tanto por el modo de vestir como por las compañías que frecuentó; a menudo fue visto con la élite de Washington D. C., Nueva York y Newport. Para indignación de los Stalwarts, el que una vez fuera Recaudador del Puerto de Nueva York pasó a ser, como presidente, un acérrimo defensor de la reforma del funcionariado. En 1883, consiguió que el Congreso aprobara la Ley Pendleton, que establecía una Comisión bipartita de la Función Pública que pudiera actuar contra la corrupción y contra la presión política sobre el personal a cargo de las administraciones públicas, y que estableciera un sistema de calificación que hiciera que algunos lugares de responsabilidad gubernamental fuesen obtenidos solo a través de oposición. El sistema protegía a los funcionarios del cese arbitrario por motivos políticos.

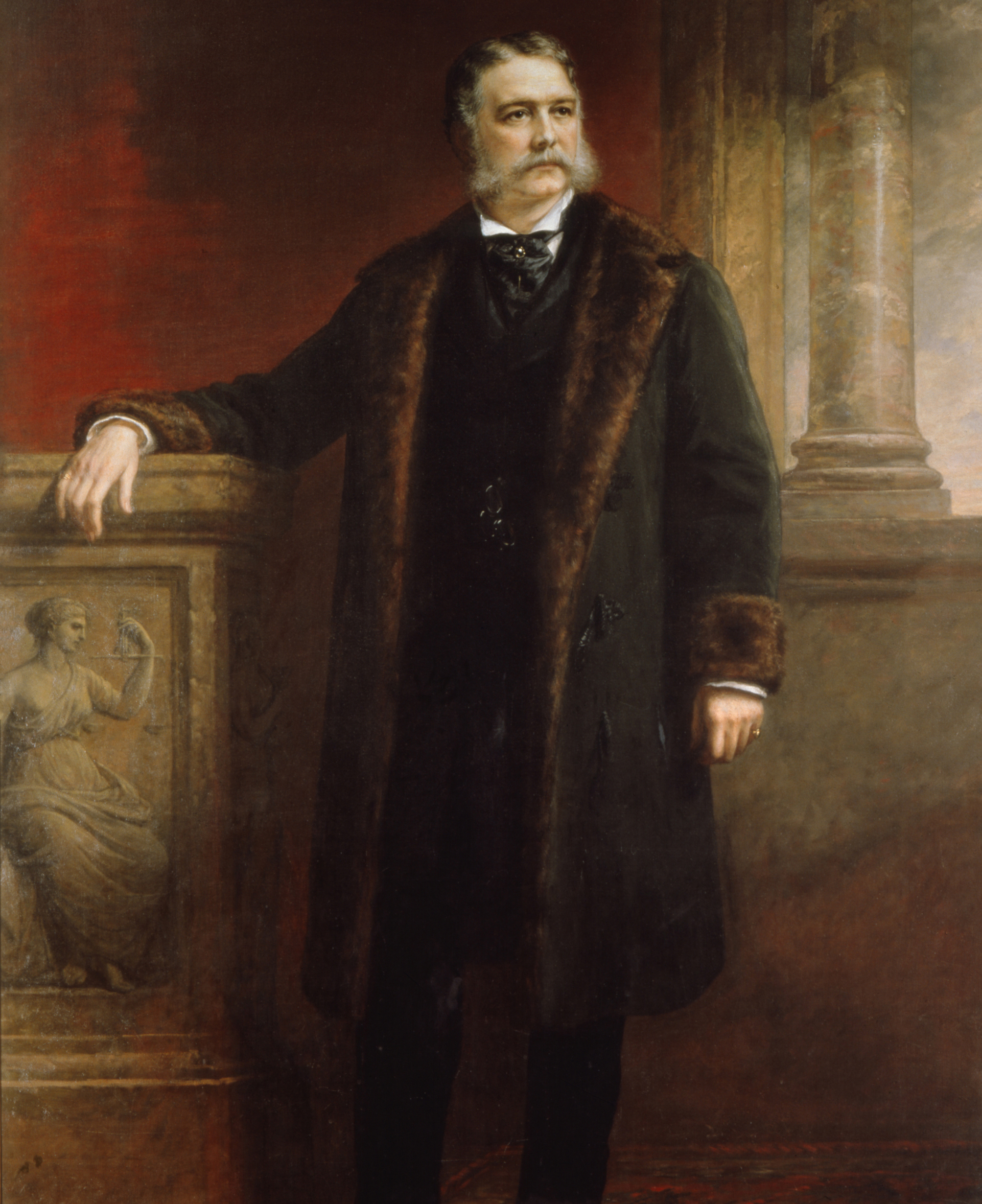
Retrato oficial de A. Arthur, de la Casa Blanca.

Por medio de actuar independientemente de los dogmas del partido, intentó reducir los aranceles para evitar que el gobierno soportara ingresos anuales extraordinarios. El Congreso, sin embargo, subió todos los aranceles que él había disminuido. De todas maneras, Arthur firmó la Ley de Aranceles de 1883. Los perjudicados estados del sur y del oeste se giraron hacia el Partido Demócrata para que les ayudara a cambiar la situación, y así los pasaron a ser un tema importante de confrontación política entre ambos partidos.
La administración Arthur promulgó la primera Ley Federal general sobre inmigración. Arthur aprobó una orden en 1882 que excluía a los pobres, criminales y enfermos mentales. El Congreso también suspendió el derecho a inmigrar de los chinos durante diez años, con la Ley de exclusión china, haciendo después permanente esta decisión.
En 1884, tuvo lugar en Washington D. C., y por iniciativa de Arthur, la Conferencia Internacional de los Meridianos. Se estableció el meridiano de Greenwich como meridiano de origen y por lo tanto la hora mundial estandarizada, ambas en uso hoy en día.
Arthur demostró que se situaba no solo por encima de las facciones en el seno del Partido Republicano sino también del mismo partido. Quizás, en parte, fue capaz de adoptar esta postura debido a un secreto muy bien guardado que él conocía desde un año antes de que sucediera al presidente Garfield: Arthur padecía la enfermedad de Bright, una afección mortal del riñón. Esto influyó en su carencia de agresividad para conseguir ser nominado como candidato a la presidencia en 1884. Con todo, Arthur es de momento el último presidente de los Estados Unidos en haber solicitado su renominación y no haberla obtenido.
El candidato nominado fue el presidente de la Cámara de Representantes de los Estados Unidos y secretario de Estado James G. Blaine, de Maine. Blaine, sin embargo, perdió las elecciones generales ante el candidato del Partido Demócrata Grover Cleveland, de Nueva York.

### Hechos significativos durante su mandato

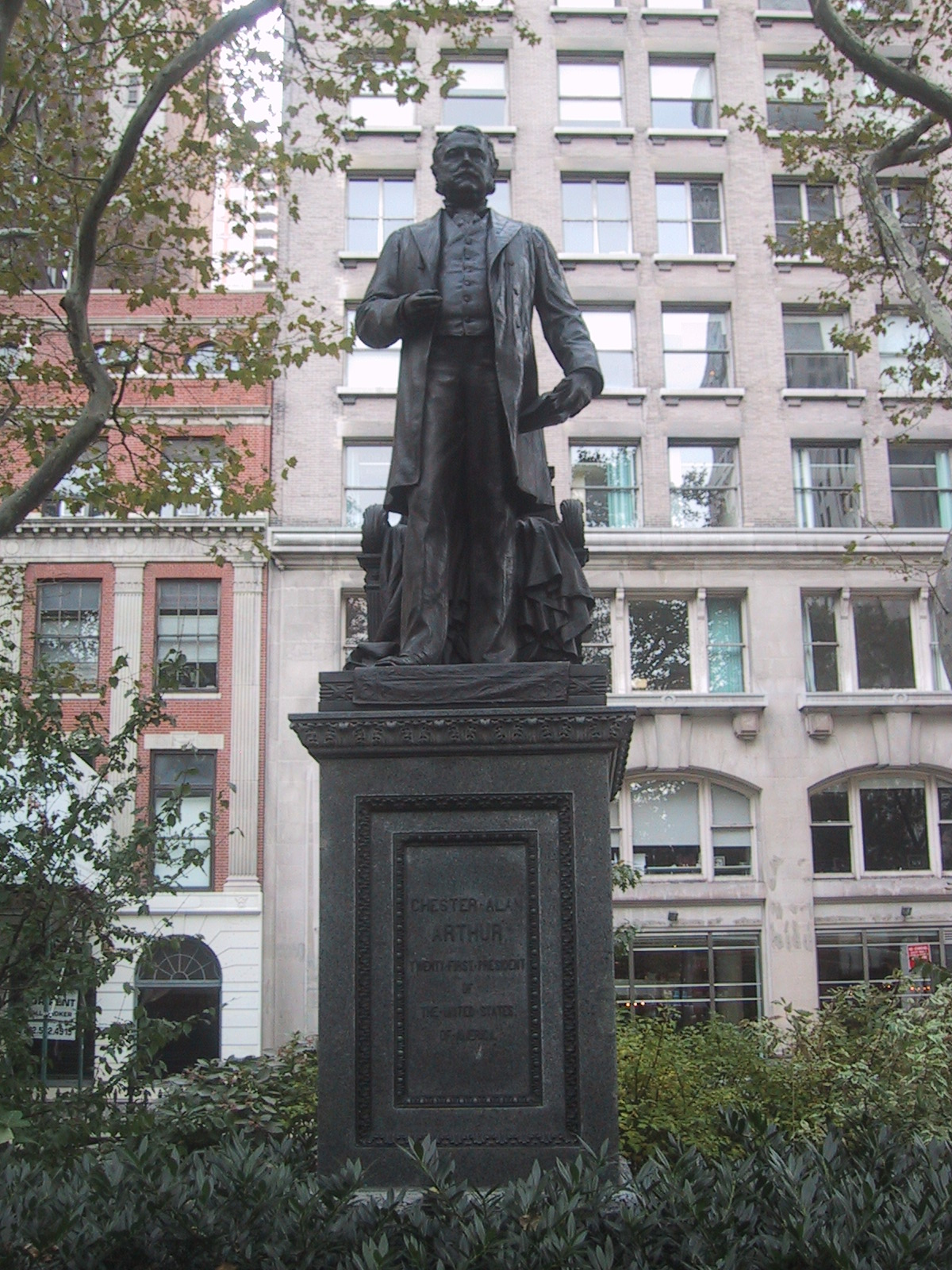
Monumento a Chester A. Arthur en la Madison Square de Nueva York.

- Ley de exclusión de los chinos (1882)
- Ley Pendleton de la reforma del funcionariado (1883)
- Los cinco casos de Derechos Civiles consolidados (Civil Rights Cases) (1883)
- Conferencia Internacional de los Meridianos (1884)

### Administración y Gabinete
- Presidente: Chester A. Arthur (1881-1885)
- Vicepresidente: no hubo
- Secretario de Estado: James G. Blaine (1881) - Frederick T. Frelinghuysen (1881 - 1885)
- Secretario de Guerra: Robert T. Lincoln (1881 - 1885)
- Secretario del Tesoro: William Windom (1881) - Charles J. Folger (1881 - 1884) - Walter Q. Gresham (1884) - Hugh McCulloch (1884 - 1885)
- Secretario de Justicia: Wayne MacVeagh (1881) - Benjamin H. Brewster (1881 - 1885)
- Director general de Correos: Thomas L. James (1881) - Timothy O. Howe (1881 - 1883) - Walter Q. Gresham (1883 - 1884) - Frank Hatton (1884 - 1885)
- Secretario de Marina: William H. Hunt (1881 - 1882) - William E. Chandler (1882 - 1885)
- Secretario de Interior: Samuel J. Kirkwood (1881 - 1882) - Henry M. Teller (1882 - 1885)

### Nombramientos a la Corte Suprema
- Samuel Blatchford - 1882
- Horace Gray - 1882

### Vida social y personal

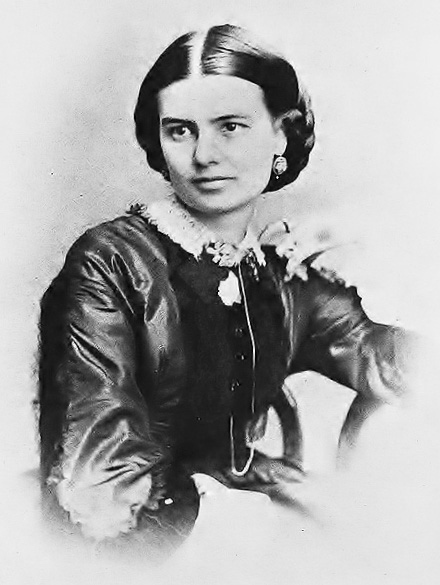
Ellen Lewis Herndon Arthur.

Arthur se casó con Ellen "Nell" Lewis Herndon el 25 de octubre de 1859. Era la única hija de Elizabeth Hansbrough y del capitán William Lewis Herndon, de la Armada de los Estados Unidos. Fue la sobrina favorita del comandante Matthew Fontaine Maury.
El año 1860, Chester Arthur y "Nell" tuvieron un hijo, William Lewis Herndon Arthur, que recibió el nombre de su abuelo materno. Este hijo murió a la edad de dos años debido a una enfermedad cerebral. En 1864 nació otro hijo, Chester Alan Arthur II, y en 1871 una hija, denominada Ellen Hansbrough Herndon en honor a su madre. Ellen Arthur murió de neumonía el 21 de enero de 1880, a la edad de 42 años, veinte meses antes de que su marido accediera a la presidencia. Arthur afirmó que nunca se volvería a casar, y mientras ocupó la Casa Blanca le pidió a su hermana, la mujer del escritor John E. McElroy, que asumiera los compromisos sociales y que tuviera cuidado de su hija. Arthur dedicó a su mujer una vidriera en la iglesia episcopaliana de San Juan, en Washington D. C. El presidente podía observarla desde su despacho y pidió que se encendiera la luz de la iglesia de noche para poder observarla mejor. Dicha vidriera aún existe hoy en día.
Arthur es recordado como uno de los presidentes con una vida social más intensa, lo que le hizo ganarse el apodo de "the Gentleman Boss" por su estilo de vestir y sus pulidas maneras. La profesora Marina Margaret Heiss, de la Universidad de Virginia, considera a Arthur como ejemplo del tipo psicológico (según la clasificación de Myers-Briggs) INTJ.
Arthur no se mudó a la Casa Blanca inmediatamente después de asumir la presidencia. Insistió en su redecoración, y se sacaron y quemaron 24 carros de muebles, algunos de ellos de la época de John Adams. El anterior presidente Rutherford B. Hayes adquirió dos carros de muebles que todavía se conservan en la que fue su casa: Spiegel Grove. Entonces Arthur encargó a Louis Comfort Tiffany reemplazarlos con piezas nuevas. Este diseñador, hoy en día más conocido por sus trabajos en vidriera, era uno de los más famosos de la época.
Al final de su presidencia, Arthur se había ganado una gran popularidad. El día que abandonó el cargo, cuatro mujeres jóvenes (que no sabían nada de la declaración de Arthur de no volverse a casar) se ofrecieron a casarse con él. A menudo fue denominado el "Elegante Arthur" por su manera de vestir, y siempre se dijo que verdaderamente tenía la presencia de un presidente. Se sabe que tenía 80 pantalones en el armario y que se los cambiaba varias veces a lo largo del día. Sus amigos y familiares le llamaban por su diminutivo "Chet" o por su segundo nombre, con la segunda sílaba tónica ("Al-AN").

## Después de la presidencia

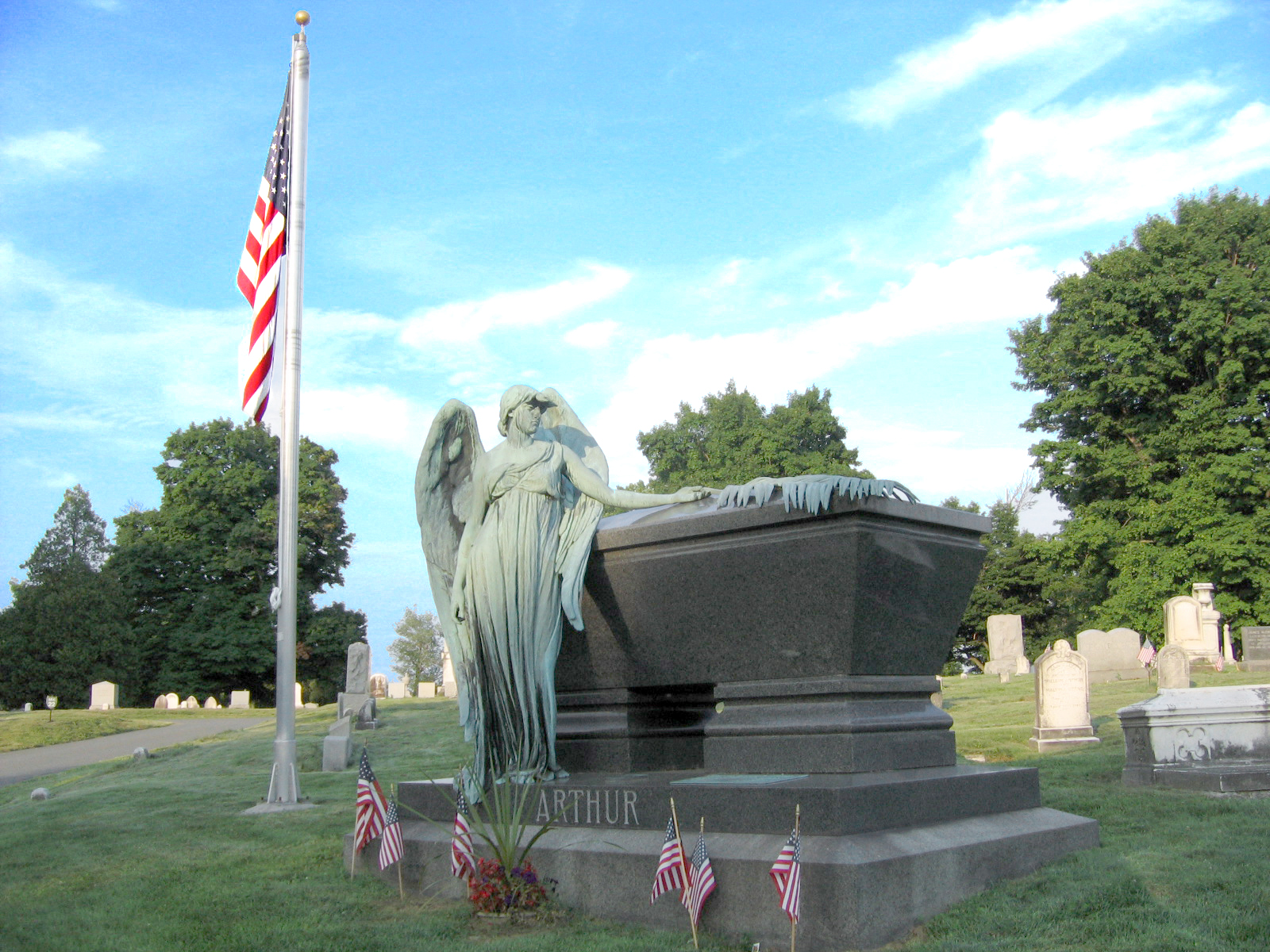
Tumba de Arthur en el cementerio rural de Albany.

Arthur fue presidente hasta el 4 de marzo de 1885. Al abandonar el cargo volvió a Nueva York. Intentó acceder al Senado en 1886, pero no fue capaz de obtener suficiente apoyo de sus colegas Stalwart. En todo caso, su salud empeoró rápidamente, de modo que murió a causa de un accidente cerebrovascular a las 5:10 de la madrugada del jueves 18 de noviembre de 1886, a la edad de 57 años. Padecía la enfermedad de Bright, pero su muerte fue relacionada con su historial de hipertensión.
Fue enterrado junto a su mujer, en el panteón familiar del cementerio rural de Albany, en Menands, Nueva York, en un gran sarcófago a un lado de la gran parcela que alberga las tumbas de la mayor parte de los miembros de su familia y sus antepasados.